# Space Vol 1 & 2
Space Vol 1 & 2 uživo je album britanskog hard rock sastava Deep Purple, kojeg 2004. godine, objavljuje diskografska kuća 'Purple Records'.
Koncert je zabilježen 11. srpnja 1970. godine, u 'The Reitersadion', Aachen, Njemačka.

## Popis pjesama
1. "Wring That Neck" (Ritchie Blackmore, Nick Simper, Jon Lord, Ian Paice) - 20:36
2. "Black Night" (Ian Gillan, Blackmore, Roger Glover, Lord, Paice) - 6:00
3. "Paint It Black" (Mick Jagger, Keith Richards) - 11:42
4. "Mandrake Root" (Rod Evans, Blackmore, Lord) - 33:37

## Izvođači
- Ian Gillan - Vokal
- Ritchie Blackmore - Gitara
- Roger Glover - Bas gitara
- Jon Lord - Klavijature
- Ian Paice - Bubnjevi

## Vanjske poveznice
- Deep-purple.net